# 张维兹
张维兹（1916年—2012年8月18日），男，山东海阳人，中华人民共和国政治人物，曾任厦门市人民政府市长，厦门市革命委员会主任，第四届全国人大代表。